# Le Masque de cire
Pour plus de détails, voir Fiche technique et Distribution.
Le Masque de cire (M.D.C. - Maschera di cera) est un film d'horreur franco-italien, réalisé par Sergio Stivaletti, sorti en 1997.

## Synopsis
En 1912, d'étranges événements surviennent à Rome, dans un musée de cire. Après qu'un jeune homme est retrouvé mort, toutes les personnes qui vont venir observer de trop près les statues de cire ultra-réalistes, commencent à disparaître sans jamais laisser de trace.

## Fiche technique
- Titre : Le Masque de cire
- Titre original : M.D.C. - Maschera di cera
- Réalisation : Sergio Stivaletti
- Scénario :  Dario Argento, Lucio Fulci, Daniele Stroppa
- Producteur : Dario Argento
- Musique : Maurizio Abeni
- Pays :  Italie,  France
- Format : couleurs
- Date de sortie : 1997
- Métrage : 98 minutes
- Genre : Horreur
- interdit aux moins de 12 ans

## Distribution
- Robert Hossein : Boris Volkoff
- Romina Mondello : Sonia Lafont
- Riccardo Serventi Longhi (VF : Jean-Pierre Michaël) : Andrea Conversi, le journaliste
- Gabriella Giorgelli : la tante de Sonia
- Umberto Balli : Alex
- Aldo Massasso : le commissaire Lanvin
- Daniele Auber : Luca, le premier client de Giorgina
- Valery Valmond : Giorgina, la jeune prostituée
- Gianni Franco : l'inspecteur Palazzi

## Sur le même thème
- En 1924, Le Cabinet des figures de cire de Leo Birinsky et Paul Leni,
- En 1933, Masques de cire de Michael Curtiz
- En 1953, L'Homme au masque de cire (House of Wax) remake du film de 1933 réalisé en relief stéréoscopique par André de Toth avec Vincent Price dans le rôle du professeur.
- En 2005, La Maison de cire de Jaume Collet-Serra (dont seul le lieu où se déroule l'action est commun avec le film original).